# المواقف السياسية لدونالد ترامب
تغيرت المواقف السياسية لرئيس الولايات المتحدة الخامس والأربعين ورئيس الولايات المتحده السابع والاربعون الحالي دونالد ترامب (يُشار إليها أحيانًا باسم الترامبية) بشكل متكرر.

## الانتماء السياسي والإيديولوجية

### مثلما وصف نفسه
سجّل ترامب نفسه على أنه جمهوري في مانهاتن عام 1987، ومنذ ذلك الوقت غير انتماءه الحزبي خمس مرات. في عام 1999، غيّر ترامب انتماءه الحزبي إلى حزب الاستقلال في نيويورك. في أغسطس عام 2001، غير ترامب انتماءه الحزبي إلى الحزب الديمقراطي. في سبتمبر عام 2009، أعاد ترامب تغيير انتمائه الحزبي إلى الحزب الجمهوري. في ديسمبر عام 2011، غير ترامب انتماءه إلى «دون انتماء حزبي» (مستقل). في أبريل عام 2012، عاد ترامب مجددًا إلى الحزب الجمهوري.
في مقابلة له في عام 2004، قال ترامب لمقدّم قناة سي إن إن وولف بيلتزر: «في العديد من الحالات، على الأغلب اعتَبر ديمقراطيًا»، موضحًا: «يبدو أن حال الاقتصاد في ظل حكم الديمقراطيين أفضل من حاله في ظل حكم الجمهوريين. الآن، لا يجب أن يكون الوضع كذلك. لكن إن عدنا إلى الماضي، فأنا أعني أن الاقتصاد يتحسن بشكل أفضل في ظل الديمقراطيين... وبالتأكيد كان لدينا بعض الأنظمة الاقتصادية الجيدة في ظل الديمقراطيين، وأيضًا في ظل الجمهوريين. لكن تعرضنا لبعض المصائب في ظل الجمهوريين». بمقابلة له في يوليو عام 2015، قال ترامب إن لديه مجموعة واسعة من المواقف السياسية وقال أيضًا «اعتَبر في بعض الأمور ديمقراطيًا».
خلال حملته الرئاسية في عام 2016، كان ترامب يصف باستمرار حالة الولايات المتحدة بمصطلحات حزينة، مشيرًا إليها بأنها دولة في خطر شديد تعاني من الفوضى والفقر والعنف، ومهددة باستمرار، وتحت خطر أن «لا يبقى لديها أي شيء، أي شيء على الإطلاق». قال ترامب عند قبوله للترشيح الجمهوري للرئاسة: «أنا وحدي قادر على إصلاح» النظام، وتعهد أنه إذا جرى انتخابه، «فإن التأمركيّة، وليس العالمية، ستكون عقيدتنا». ووصف نفسه بأنه مرشح «القانون والنظام» وأنه «صوت» الرجال والنساء المهمّشين. ركز ترامب في خطابه الافتتاحي في 20 يناير من عام 2017 على موضوع حملته الانتخابية المتمحورة حول أزمة أمريكا وانحدارها. تعهد بإنهاء ما سماه «المذبحة الأمريكية» مصوّرًا الولايات المتحدة بإضاءة ديستوبيّة على أنها «أرض المصانع المهجورة، والخوف الاقتصادي، وانتشار الجرائم» بينما تعهد «بحقبة جديدة للسياسة الأمريكية».
على الرغم من أن ترامب كان مرشحًا جمهوريًا، غير أنه أشار إلى أن برنامج الحزب الرسمي الذي تبناه الحزب في المؤتمر الوطني الجمهوري لعام 2016 يختلف عن آرائه الخاصة. وفقًا لصحيفة واشنطن بوست، قطع ترامب 252 وعدًا خلال برنامج حملته الانتخابية لعام 2016.
في فبراير عام 2017، صرح ترامب أنه كان «قوميًا كليًا» «بالمعنى الحقيقي». في أكتوبر عام 2018، وصف ترامب نفسه مجددًا بأنه قومي.

### مثلما وصفه الآخرون
يرى البعض أن مواقف ترامب السياسية شعبوية. وقد أشار السياسيون والنقاد بالمثل إلى شعبية ترامب، ومناهضته للتجارة الحرة ومواقفه المعادية للهجرة بما سمّوه «الترامبية».
يعارض بول كروغمان، كاتب عمود صحفي واقتصادي ليبرالي، فكرة أن ترامب شعبوي، مجادلًا بأن سياساته متحيزة للأغنياء أكثر ممن هم أقل ثراءً.
وصف بيبا نوريس، الاختصاصي في العلوم السياسية في كلية كينيدي في جامعة هارفارد، ترامب بأنه «استبدادي شعبي» بشكل شبيه بالأحزاب الأوروبية مثل الحزب الشعبي السويسري، وحزب الحرية النمساوي، والديمقراطيون السويديون، والحزب الشعبي الدنماركي. يصف كاتب العمود الصحفي والتر شابيرو والمعلق السياسي جوناثان شايت ترامب بأنه استبدادي. وصفت المعلقة المحافظة ماري كاثرين هام ترامب بأنه «استبدادي عرَضي» قائلةً «إنه مرشح رفض بسعادة وفخر فكرة فرض قيود على سلطته باعتباره مسؤولًا تنفيذيًا وإنه ليس مهتمًا بالدستور وما يسمح ولا يسمح له أن يفعله. وهذا مُقلق بالنسبة للأشخاص الذين يسعون إلى حكومة محدودة». عبّر تشارلز سي. دبليو. كوك من صحيفة ناشيونال ريفيو عن آراء مشابهة قائلًا إن ترامب «استبدادي مناهض للدستور». على النقيض من ذلك، وصف الصحفي الليبرتاري نيك جيلبسي ترامب بأنه «شعبي أكثر من كونه استبداديًا».
اقترح خبراء قانونيون على امتداد الطيف السياسي، من ضمنهم العديد من الباحثين المحافظين والليبريتاريين، أن «هجمات ترامب على الصحافة، وشكاويه فيما يتعلق بالنظام القضائي، ومطالباته الجريئة بالسلطة الرئاسية ترسم مجتمعةً رؤية عالمية دستورية توضح عدم احترام التعديل الدستوري الأول، وهو فصل السلطة عن سيادة القانون». يقترح الأساتذة في القانون راندي إي.بارنيت، وريتشارد إيبشتين، وديفيد جي.بوست، على سبيل المثال، أن ترامب لديه القليل أو ليس لديه من إدراك المبادئ الدستورية الخاصة بفصل السلطات عن الفدرالية، أو الالتزام بها. يعتقد أستاذ القانون إيليا سومين أن «ترامب يشكل تهديدًا خطيرًا للصحافة والتعديل الدستوري الأول»، مشيرًا إلى اقتراح ترامب بتوسيع قوانين التشهير لتسهيل مقاضاة الصحفيين ومُعقبًا بأن جيف بيزوس مالك صحيفة واشنطن بوست ستكون «لديه مشاكل» إذا انتُخب ترامب رئيسًا. كتب أنتوني روميرو، المدير التنفيذي للاتحاد الأمريكي للحريات المدنية، في مقال رأي نُشر في صحيفة واشنطن بوست في يوليو عام 2016 أن «سياسات ترامب المقترحة، إذا نُفذت، ستُؤدي إلى أزمة دستورية. حسب تقديراتنا، ستنتهك إدارة ترامب التعديل الدستوري الأول والرابع والخامس والثامن إذا حاول تنفيذ معظم خططه المثيرة للجدل».
كانت آراؤه الاجتماعية، قبل انتخابه رئيسًا، تعتبر معتدلة أو وسطية. أطلق المعلق السياسي جوش بارو على ترامب مصطلح «الجمهوري المعتدل»، قائلًا إنه باستثناء موضوع الهجرة، فإن آراءه «ليست جامدة إيديولوجيًا، وهو بالتأكيد لا يساوي بين من يعقد معه اتفاقيات ومن يستسلم». قال جو سكاربورو مُضيف قناة إم إس إن بي سي إن ترامب بشكل أساسي «ديمقراطي معتدل» في المسائل الاجتماعية. وصف جون هيلمان، الصحفي والمحلل السياسي ترامب بأنه ليبرالي في المسائل الاجتماعية، في حين قال راش ليمبو مضيف البرامج الحوارية المحافظ والمعلق السياسي إن هيلمان يرى في ترامب ما يريد أن يراه. منذ أن أصبح رئيسًا، وصف المعلقون برنامج سياسته بأنه محافظ اجتماعيًا بشكل عام.
وُصفت آراء ترامب السياسية بأنها غالبًا قومية. كتب جون كاسيدي من صحيفة ذا نيويوركر أن ترامب يسعى إلى جعل الحزب الجمهوري «حزبًا أكثر شعبية ووطنية وداعمًا لحماية الإنتاج الوطني بشكل واسع، وحزبًا شبه انعزالي لا يدعم الهجرة والتجارة الحرة والتدخل العسكري». وصف محرر الصفحة الافتتاحية لجريدة واشنطن بوست فريد هيات ودونالد براند، الاختصاصي في العلوم السياسية في جامعة هولي كروس، ترامب بأنه أهلاني (وطني). يدعو ريتش لوري، المحرر في ناشيونال ريفيو، ترامب بأنه «صقر الهجرة» ويدعم جهود ترامب في إعادة مستويات الهجرة إلى ما سماه ترامب «المستوى الوسطي تاريخيًا». يُعد ترامب داعمًا لسياسة حماية الإنتاج الوطني (الحمائية)، وفقًا لمؤيد السوق الحرة ستيفن مور والخبير الاقتصادي المحافظ لورنس كودلو. كتب المؤرخ جوشوا مي. زيتز في عام 2016 أن مناشدات ترامب «للقانون والنظام» و«للأغلبية الصامتة» كانت مشابهة لسياسة صفارة الكلب والمصطلحات ذات الترميز لريتشارد نيكسون.